# Unseen (film)
Unseen è un film per la televisione del 2023 diretto da Yoko Okumura al suo debutto alla regia.

## Trama
Mentre lavora presso un distributore di benzina, Sam riceve una telefonata da Emily, la sua vicina ipovedente. Emily si trova nel bosco e viene inseguita dal suo ex, che intende ucciderla. Attraverso la videocamera del cellulare di Emily, Sam deve guidare l'amica verso la salvezza e aiutarla a sopravvivere.

## Produzione
Le riprese principali sono iniziate nel gennaio 2022 a New Orleans.

## Promozione
Il primo trailer del film è stato pubblicato l'11 febbraio 2023.

## Distribuzione
La pellicola è stata distribuita su MGM+ il 7 marzo 2023 e poi sulla piattaforma Paramount Home Entertainment il 19 maggio 2023.